# Éric Hoziel
Éric Hoziel, né le 3 décembre 1959, est un acteur québécois. Il est aussi représentant pour la marque de chaussure Mizuno.  

## Filmographie

### À la télévision
- 1986 : Lance et compte : Première saison : Mac Templeton
- 1988 : Lance et compte : Deuxième saison : Mac Templeton
- 1989 : Lance et compte : Troisième saison : Mac Templeton
- 1991 : Urban Angel : Marcel Dugas
- 1994 : Les Grands Procès : Gardien de prison
- 1996 : Omertà : Gaétan Laflèche
- 1997 : L'Appel de la forêt de Peter Svatek : le kidnappeur
- 2001 : Ramdam : Walter
- 2002 : Lance et compte : Nouvelle Génération : Mac Templeton
- 2002 : Max Inc. : Tasso
- 2004 : Lance et compte : La Reconquête : Mac Templeton
- 2004 : Virginie : Ronald « Toutoune » Laporte
- 2004 : Temps dur : Lt Maurice
- 2005 : Caméra Café : Serge
- 2006 : Lance et compte : La Revanche : Mac Templeton
- 2009 : Lance et compte : Le Grand Duel : Mac Templeton
- 2011 : 19-2 : Sergent Marcel Dugas
- 2012 : Lance et compte : La Déchirure : Mac Templeton
- 2015 : Lance et compte : La Finale : Mac Templeton
- 2020 : District 31: Benoît Biron

### Au cinéma
- 1989 : Dead Man Out : Sam
- 1995 : Le Sphinx : Jo
- 1997 : Le Chacal : Hitman
- 1998 : Snake Eyes : Rabat (assassin)
- 2000 : Possible Worlds : Axxon Security
- 2000 : Les Muses orphelines : Frederico
- 2001 : Stiletto dance: Mr Bey
- [2001 : The Score : Ironclad Tech
- 2002 : Pluto Nash : Johnson
- 2002 : Jack and Ella : Benjy
- 2004 : Secrets d'État : Diplomate turc
- 2009 : La Donation : Pierre Grégoire
- 2010 : Lance et compte : Mac Templeton